# Монтрос (Вирџинија)
Монтрос (енгл. Montross) град је у америчкој савезној држави Вирџинија. По попису становништва из 2010. у њему је живело 384 становника.

## Демографија
Према попису становништва из 2010. у граду је живело 384 становника, што је 69 (21,9%) становника више него 2000. године.
| Група             | 2000.       | 2010.       |
| Белци             | 285 (90,5%) | 267 (69,5%) |
| Афроамериканци    | 25 (7,9%)   | 75 (19,5%)  |
| Азијати           | 0 (0,0%)    | 1 (0,3%)    |
| Хиспаноамериканци | 2 (0,6%)    | 39 (10,2%)  |
| Укупно            | 315         | 384         |